# Navonda Moore
Navonda Moore (Jackson, 4 novembre 1984) è un'ex cestista statunitense, professionista nella WNBA.